# SV Meppen (női csapat)
A SV Meppen női labdarúgó szakosztálya 2011-ben alakult Meppenben. Németország első osztályú női bajnokságában, a Frauen Bundesligában érdekelt.

## Klubtörténet
A klub az 1993-ban alapított SV Victoria Gersten női labdarúgócsapatának jogutódja 2011 óta.
A 2020-as másodosztályú bajnokság negyedik helyezettjeként jutott első alkalommal élvonalbeli tagsághoz, miután a pontvadászat második- ill. harmadik helyezettjének első csapatai a Bundesligában szerepeltek.
Bemutatkozó mérkőzésükön 0–0-ás döntetlent értek el az MSV Duisburg csapata ellen.

## Játékoskeret
2022. június 5-től
| #  |     | Poszt | Név                  |
| -- | --- | ----- | -------------------- |
| 1  | GER | K     | Jessica Bos          |
| 25 | GER | K     | Vanessa Fischer      |
| 28 | GER | K     | Laura Sieger         |
| 31 | GER | K     | Anke Preuß           |
| 3  | GER | V     | Nina Rolfes          |
| 4  | GER | V     | Toma Ihlenburg       |
| 8  | GER | V     | Lisa-Marie Weiss     |
| 18 | GER | V     | Thea Fullenkamp      |
| 26 | GER | V     | Lynn Rahel Gismann   |
| 29 | GER | V     | Sophie-Marie Reiners |
| 30 | GER | V     | Mara Winter          |
| 2  | NED | KP    | Jenske Steenwijk     |
| 5  | GER | KP    | Bianca Becker        |

| #  |     | Poszt | Név                 |
| -- | --- | ----- | ------------------- |
| 6  | GER | KP    | Sophia Thiemann     |
| 10 | GER | KP    | Lisa Josten         |
| 11 | GER | KP    | Linda Preuß         |
| 13 | GER | KP    | Emma Gersema        |
| 14 | GER | KP    | Eva Holtmeyer       |
| 16 | GER | KP    | Sarah Schulte       |
| 17 | GER | KP    | Alexandra Emmerling |
| 19 | GRE | KP    | Athanasia Moraitou  |
| 21 | GER | KP    | Nina Kossen         |
| 15 | POL | CS    | Agnieszka Winczo    |
| 24 | GER | CS    | Isabella Jaron      |
| 33 | USA | CS    | Jannelle Flaws      |

## Korábbi híres játékosok
| - Maike Berentzen - Jenny Bitzer - Vivien Endemann - Heike Freese - Victoria Krug - Kari Närdemann - Anna-Maria Tews - Sandra Voitāne | - Beattie Goad - Denise Franjkovic - Nangila van Eyck - Hilde Winters - Agata Mańczyńska - Marta Sęga - Claudia Teixeira Pinto - Inga Loudovici |